# Sa giông Trình Cống
Sa giông Trình Cống (danh pháp hai phần: Hypselotriton chenggongensis) là một loài kỳ giông trong họ Kỳ giông. Chi cynops sẽ được chia. Các loài Trung Quốc và loài Nhật Bản sẽ được chia thành hai chi khác nhau, sa giông Trình Cống nằm giữa hai chi dự kiến này. Có nhiều cuộc tranh luận về tính hợp lệ của Cynops cyanurus và Cynops chenggongensis. Có một gợi ý rằng hầu hết các động vật nuôi nhốt có gọi là Cynops cyanurus có thể là chenggongensis. Phân tích của chi là cần thiết để làm rõ tình hình.